# Model kwadratu komunikacyjnego
Model kwadratu komunikacyjnego – zwany także modelem poczwórnej tuby i poczwórnego ucha to teoretyczny model komunikacji zaproponowany przez Friedemanna Schulza von Thuna, opisujący wielopoziomową strukturę ludzkiej wypowiedzi. Według teorii kwadratu komunikacyjnego każda wiadomość ma cztery płaszczyzny, których istotność nie jest identyczna dla wszystkich rozmówców. Tymi kanałami komunikacji są: zawartość rzeczowa wypowiedzi (fakty), ujawnianie siebie, wzajemna relacja oraz apel.

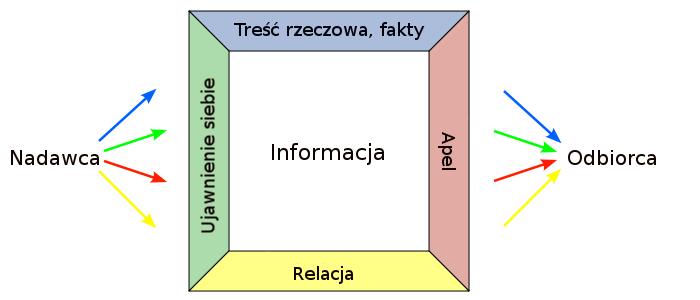
Graficzne przedstawienie kwadratu komunikacyjnego

## Cztery płaszczyzny komunikacji
- płaszczyzna faktów – zawiera treść rzeczową wypowiedzi, taką jak dane i fakty, które są częścią informacji
- płaszczyzna ujawniania siebie – jest komunikowana świadomie lub nieświadomie i wyjawia odbiorcy informacje na temat nadawcy, np. motywy jego zachowania, wartości, w które wierzy, emocje
- płaszczyzna relacji – zawiera informację na temat relacji między nadawcą a odbiorcą. Informuje o tym jak nadawca traktuje swojego rozmówcę i jaka jest jego postawa wobec odbiorcy. Odbiorca interpretuje, co przekaz rzeczowy mówi o relacji.
- płaszczyzna apelu – zawiera informację, o efekcie jakiego spodziewa się nadawca, jego potrzebach i oczekiwaniach.

Każda płaszczyzna komunikatu może zostać źle odczytana. Klasycznym przykładem zaproponowanym przez Schulza von Thuna jest rozmowa pasażera z kierowcą:
Pasażer mówi kierowcy „Światło jest zielone”. Kierowca może zrozumieć coś innego, w zależności od tego, na jakiej płaszczyźnie wysłucha komunikatu i w efekcie zareaguje w różny sposób. Na płaszczyźnie faktów usłyszy: „światło jest zielone”; na płaszczyźnie apelu usłyszy: „Jedź już!”; na płaszczyźnie relacji zrozumie: „Chcę ci pomóc”; a na płaszczyźnie ujawniania zrozumie: „Spieszy mi się”. Nacisk kładziony na poszczególne płaszczyzny wypowiedzi może być różny oraz może być odmiennie zrozumiany. Dla przykładu nadawca komunikatu może położyć nacisk na fakty, a odbiorca może zrozumieć wypowiedź jako nawiązanie do wiążącej ich relacji. Stanowi to jedną z głównych przyczyn nieporozumień w komunikacji. Według psychologów nacisk kładziony na poszczególne płaszczyzny komunikacji może mieć podłoże w płci rozmówcy oraz kulturze, z której się wywodzi.

### Płaszczyzna faktów
Rzeczowa treść informacji: Na płaszczyźnie faktów nadawca komunikatu przekazuje dane, fakty i oświadczenia. Nadawca komunikujący się na płaszczyźnie faktów ma za zadanie przekazać informację w sposób zrozumiały i czytelny. Komunikat odebrany przez odbiorcę wykazuje czy komunikat spełnił kryteria prawdy (prawda/nieprawda), istotności (ważne/nieważne) i kompletności (wyczerpujące/potrzebne uzupełnienie). W dłuższej perspektywie płaszczyzna faktów jest czytelna i nie wymaga wielu słów.

### Płaszczyzna ujawniania siebie
Co ujawniam na temat siebie: W każdym komunikacie jest zawarta informacja na temat nadawcy, która jest widoczna na płaszczyźnie ujawniania. Składa się ona z celowej i świadomej samoekspresji oraz niezamierzonego ujawniania swoich poglądów, emocji, wartości lub cech charakteru, które jest działaniem nieświadomym nadawcy komunikatu (zobacz okna Johari). Tym samym, każda wypowiedź jest informacją na temat osobowości jej nadawcy. Odbiorca kładący nacisk na tę płaszczyznę komunikacji, spostrzeże informacje na temat rozmówcy, które są ukryte w wypowiedzi.

### Płaszczyzna relacji
Co myślę na temat rozmówcy i naszych relacji: Komunikat wyjawia co nadawca sądzi o jego relacji z odbiorcą, oraz co myśli o nim samym. W zależności od tego, w jaki sposób przekazuje informację (forma wypowiedzi, język ciała, intonacja itp.), wyraża szacunek, sympatię, brak zainteresowania, zadowolenie lub coś innego. U odbiorcy w zależności od tego jak zrozumie komunikat na płaszczyźnie relacji, mogą się pojawić emocje takie jak smutek, poczucie bycia akceptowanym lub traktowanym protekcjonalnie. Jeżeli odbiorca jest nadwrażliwy na płaszczyźnie relacji, oznacza to, że w celu uniknięcia nieporozumień, wypowiedzi nadawcy powinny na płaszczyźnie faktów zawierać więcej informacji na temat relacji.

### Płaszczyzna apelu
Co chcę, żeby rozmówca zrobił: Komunikat na płaszczyźnie apelu sprawi, że odbiorca zareaguje i podejmie jakieś działanie lub pozostawi coś niezrobione. Próba wpłynięcia na czyjeś zachowanie może być jawna (rada) lub ukryta (manipulacja). Po stronie odbiorcy na tej płaszczyźnie komunikacji pojawia się pytanie „Co teraz powinienem zrobić, myśleć lub czuć?”. Dla przykładu matki są bardzo wyczulone na płaszczyznę apelu wypowiedzi swoich dzieci. Nietrudno sobie wyobrazić rozmowę „– Mamo, buty! – Już ci je założę, kochanie”.

## Przykład
Oto przykłady nieporozumień wynikłych z „nadawania” na różnych płaszczyznach komunikacyjnych. Dwie osoby jedzą przyrządzony przez jedną z nich posiłek. Osoba, która nie gotowała mówi: „W tej zupie pływa coś zielonego”.
| Kanał komunikacji      | Nadawca                                 | Odbiorca                                                                                  |
| ---------------------- | --------------------------------------- | ----------------------------------------------------------------------------------------- |
| płaszczyzna faktów     | Widzę coś zielonego w zupie.            | W zupie pływa coś zielonego.                                                              |
| płaszczyzna ujawniania | Nie wiem co pływa w zupie.              | Nie wiesz czym jest zielona substancja w zupie i czujesz się z tego powodu niekomfortowo. |
| płaszczyzna relacji    | Ty pewnie wiesz co to jest, to zielone. | Uważasz, że nie potrafię dobrze gotować                                                   |
| płaszczyzna apelu      | Powiedz mi co to!                       | W przyszłości powinienem/ powinnam gotować tylko potrawy, które już znasz.                |

Odpowiedź drugiej osoby brzmi: „Jeżeli ci nie smakuje, to możesz sobie sam/sama gotować”.
Innym przykładem różnic w informacjach zawartych na różnych płaszczyznach w jednym komunikacie jest scenka: żona i mąż leżą razem w łóżku; ona go głaszcze po ramieniu, a mąż mówi: „Kochanie, boli mnie głowa”. Na różnych płaszczyznach ta wypowiedź może zostać zinterpretowana następująco:
| Kanał komunikacji      | Nadawca                                      |
| ---------------------- | -------------------------------------------- |
| płaszczyzna faktów     | Boli mnie głowa.                             |
| płaszczyzna ujawniania | W tej chwili nie czuję się najlepiej.        |
| płaszczyzna relacji    | Uważam, że nasze małżeństwo się rozpadło.    |
| płaszczyzna apelu      | Zostaw mnie w spokoju! / Proszę pociesz mnie |